# Univerzitet u Britanskoj Kolumbiji
Univerzitet u Britanskoj Kolumbiji (engl. University of British Columbia; fr. Université de la Colombie-Britannique) javni je istraživački univerzitet u kanadskoj provinciji Britanskoj Kolumbiji sa sedištem u Vankuveru. Institucija je osnovana 1908. godine, a današnji naziv koristi od 1915. godine. Univerzitet je najstarija institucija visokog obrazovanja u Britanskoj Kolumbiji. Univerzitet je rangiran među prvih 20 javnih univerziteta u svetu i prva tri u Kanadi. Površina univerzitetskog kampusa je 4,02 km² i kampus je smešten 10 kilometara od središnjeg dela Vankuvera. Kampus Okagan u Kelovni pokriva 2,09 km² i otvoren je 2005. godine.
UBC je dom za TRIUMF, Kanadsku nacionalnu laboratoriju za subatomsku i nuklearnu fiziku, u kojoj je smešten najveći ciklotron na svetu. Pored Piter Volovog instituta za napredne studije i Stjuart Blasonovog instituta kvantne materije, UBC i Maks Plankovo udruženje su kolektivno uspostavili prvi Maks Plankov institut u Severnoj Americi, koji se specijalizuje u oblasti kvantnih materijala. Kao jedna od najvećih istraživačkih biblioteka u Kanadi, sistem UBC biblioteka sadrži preko 9,9 miliona knjiga u svoja 21 ogranka. Okanaganski kampus, priključen 2005, je lociran u Kelovni u Britanskoj Kolumbiji.
UBC je internacionalno priznat u STEM poljima, i rangiran je kao 10. u računarskoj nauci, 5. u ekologiji, 22. u matematici, i 25. u Medicini. U humanističkim poljima, univerzitet je rangiran kao 22. u književnosti, 28. u pravu, i 23. u ekonimiji na svetskom nivou.
Univerzitet dodeljuje akademske titule u preko 300 oblasti na raznim nivoima studija. Školarine koje plaćaju studenti koji dolaze iz Britanske Kolumbije i oni koji dolaze van provincije ili izvan Kanade značajno se razlikuju. Profesori i istraživači sa ovoga univerziteta poneli su ukupno 7 Nobelovih nagrada u raznim oblastima. Tri kanadska premijera, uključujuči kanadskog prvogo ženskog premijera Kim Kembel i sadašnjeg premijera Džastina Trudoa su pohađali UBC.
Godine 2015. institucija je rangirana kao 30. najbolji univerzitet na svetu na listi , kao 32 u svetu u 2014-2015 godini na listi  i kao 43. najbolji univerzitet na svetu 2014. godine na listi QS World University Rankings. Institucija je članica prestižne organizacije U15-grupa kanadskih istraživačkih univerziteta.

## Istorija

### Osnivanje i rane godine
Godine 1877. svega šest godina pošto se Britanska Kolumbija pridružila Kanadi, nadzornik za obrazovanje Džon Džesop podneo je predlog da se oformi provincijski univerzit. Zakon kojim se pošlo u realizaciju ove ideje usvojila je provincijska skupština 1890. godine, ali je nakon toga došlo do neslaganja oko toga treba li novi univerzitet da se nalazi na ostrvu Vankuver ili na kopnu u istoimenom gradu. Provincijski univerzitet formalno je osnovan na osnovu Zakona o univerzitetu Britanske Kolumbije iz 1908. godine (енгл. British Columbia University Act), iako njegova lokacija nije još bila određena. Organizacija novog univerziteta bila je osmišljena prema modelu Univerziteta u Torontu.
Pre nego je donesen Zakon o univerzitetu, bilo je nekoliko pokušaja da se uspostavi institucija koja bi dodeljivala akademska znanja uz pomoć Univerziteta u Torontu i Univerziteta Makgil. Kolumbijski koledž u Nju Vestminsteru, kroz formalnu pripadnost i saradnju sa Viktorijinim univerzitetom u Torontu, počeo da pruža prve kolegije na prelazu u XX vek, ali je Univerzitet Makgil bio taj koji je uspeo da uspostavi dominaciju u visokom obrazovanju u ranim 1900-im.
Oslanjajući se na uspešnu saradnju između srednjih škola iz Vankuvera i Viktorije sa Univerzitetom Makgil, Henri Maršal Tori je pomogao da se uspostavi Visoka škola Univerziteta Makgil u Britanskoj Kolumbiji. Od 1906. do 1915. godine visoka je škola poslovala kao privatna ustanova koja je pružala prve pripremne godine obrazovanja nakon kojih su studenti završavali univerzitet na Makgilu ili nekom drugom univerzitetu. Henri Maršal Torijeva medalja, koja je ponela ime osnivača univerziteta, osnovana je 1941. godine.
Slabljrnja ekonomije i izbijanje Prvog svetskog rata u avgustu 1914. primorali su univerzitetsku administraciju da odloži planove za izgradnju novoga kampusa u Point Greju, a za zamenu novi je dom univerziteta od 1925. godine postao kampus Makgil koledža u Britanskoj Kolumbiji. Predavanja su započela 30. septembra 1915, a prve diplome dodeljene su 1916. godine.
Do 1918. Prvi svetski rat dominirao je životom na kampusu kada je veliki broj studenata mobilisan za aktivnu vojnu službu. Do 1920. univerzitet je imao tri fakulteta. U periodu 1920-1921 je 576 studenata i 386 studentkinja pohađalo predavanja, a predavalo im je 64 profesora, od toga 6 profesorica. U ranom 20. veku predavanja su se proširila na stručno obrazovanje van tradicionalnih oblasti teologije, prava i medicine. Univerzitet tada nije davao diplome u ovim novim oblastima, ali je vremenom počinjao da nudi titule u novim stručnim oblastima kao što su inženjerstvo, poljoprivreda, akušerstvo i učiteljski smer.

### Selidba u Point Grej
Prvi svetski rat je dominirao životom u kampusu i studentsko telo je bilo „desetkovano“ upisima u aktivnu službu, sa tri stotine studenata UBC-a samo u Kompaniji „D“. Do kraja rata sa univerziteta je regrutovano 697 muških članova. U tri ratne godine diplomiralo je 109 studenata, svi osim jednog na Fakultetu umetnosti i nauke.
Do 1920. godine univerzitet je imao samo tri fakulteta: umetnički, primenjeni i poljoprivredni (sa odsecima za agronomiju, stočarstvo, mlekarstvo, hortikulturu i živinarstvo). Dodeljivane su samo diplome umetnosti (BA), diplomiranih primenjenih nauka (BASc) i diplomiranih nauka u poljoprivredi (BSA). Na zimskom zasedanju 1920–21. bilo je 576 studenata i 386 studentkinja, ali samo 64 nastavnog osoblja, uključujući 6 žena.
Početkom 20. veka stručno obrazovanje se proširilo izvan tradicionalnih oblasti teologije, prava i medicine. Iako UBC nije nudio diplome u ovim oblastima, počeo je da nudi diplome u novim profesionalnim oblastima kao što su inženjerstvo, poljoprivreda, medicinska nega i školska nastava. Takođe je uveo postdiplomsku obuku zasnovanu na nemački-inspirisanom američkom modelu specijalizovanog rada na kursevima i kompletiranju istraživačke teze, sa studentima koji završavaju magistarske diplome iz prirodnih, društvenih i humanističkih nauka.
Godine 1922, grupa od 1200 studenata je krenula u kampanju „Izgradimo univerzitet“. Studenti su marširali ulicama Vankuvera kako bi skrenuli pažnju na svoju nevolju, pridobili podršku javnosti i obrukali vladu. U parlamentu je predstavljeno 56 hiljada potpisa podrške kampanji koja je na kraju bila uspešna. Dana 22. septembra 1925. počela su predavanja u novom kampusu Point Grej. Osim biblioteke, zgrade za nauku i elektrane, sve zgrade kampusa bile su privremene konstrukcije. Studenti su izgradili dva igrališta, ali univerzitet nije imao studentski dom i društveni centar. Ipak, univerzitet je nastavio da postojano raste.
Ubrzo su, međutim, počele da se osećaju posledice depresije. Pokrajinska vlada, od koje je univerzitet u velikoj meri zavisio, oštro je smanjila godišnju pomoć. U 1932–33, plate su smanjene i do 23%. Radna mesta su ostala upražnjena, i deo fakultetskog osoblja je izgubilo posao. Većina postdiplomskih kurseva je napuštena. Univerzitet je 1935. godine osnovao Odeljenje za proširenje. Upravo kada su stvari počele da se poboljšavaju, počeo je Drugi svetski rat i Kanada je objavila rat 10. septembra 1939. Ubrzo nakon toga, predsednik Univerziteta Klink je napisao:
Od dana objave rata Univerzitet je spreman da Vladi stavi na raspolaganje svu moguću pomoć u vidu laboratorija, opreme i obučenog osoblja, ukoliko je takva akcija u skladu sa održavanjem razumno efikasnih nastavnih standarda. Raditi manje bilo bi nezamislivo.
Obilne kiše i otapajuće snežne padavine erodirale su duboku jarugu preko severnog kraja kampusa, u Velikom klizištu kampusa iz 1935. Kampus nije imao odvodne kanale, a površinski oticaj se spuštao niz jarugu do plaže. Kada je univerzitet izradio jarak za odvodnjavanje padavina na Univerzitetskoj aveniji, nalet vode je napravio strmu jarugu i erodirao je brzinom od 3,0 m na sat. Nastala jaruga je na kraju konzumirala 100.000 cu yd (76.455 m3), dva mosta i zgrade u blizini Graham kuće. Univerzitet je bio zatvoren 4 i po dana. Nakon toga, jaruga je ispunjena ruševinama od obližnjeg klizišta, a danas su vidljivi samo tragovi.
Vojna obuka u kampusu postala je popularna, i to vreme je bila obavezna. Drugi svetski rat označio je prvo doniranje novca od savezne vlade univerzitetu u istraživačke svrhe. Ovo je postavilo temelje za buduće grantove za istraživanje od savezne vlade Kanade.

### Posleratne godine
Do kraja Drugog svetskog rata, objekti Point Greja nisu mogli da prihvate priliv veterana koji su se vraćali svojim studijama. Univerzitetu su bili potrebni novi kadrovi, kursevi, fakulteti i zgrade za nastavu i smeštaj. Studentska populacija je porasla sa 2.974 u 1944–45. na 9.374 u 1947–48. Višak vojnih i vazduhoplovnih kampova korišćen je za učionice i za smeštaj. Univerzitet je preuzeo petnaest kompletnih kampova tokom sesije 1945–46, sa šesnaestim kampom na Maloj planini, u Vankuveru, pretvorenim u apartmane za oženjene studente. Većina kampova je demontirana i prevezena barkama ili kamionima do univerziteta gde su kolibe bile rasute po kampusu.
Od velikog broja studenata iz 1948. godine, više od 53% njih su bili ratni veterani, i trend se nastavio tokom 1947–67. Između 1947. i 1951. godine, univerzitet je izgradio dvadeset novih stalnih zgrada, uključujući Ratnu memorijalnu teretanu, izgrađenu novcem koji su prikupili prvenstveno studenti, i koja je posvećena 26. oktobra 1951. godine.
U školskoj 1961/62. godini, na univerzitetu je bilo upisanih 12.602 studenta, uključujući 798 postdiplomaca. Sledeće godine, politika jednog univerziteta na Zapadu je promenjena pošto su postojeći koledži pokrajinskih univerziteta dobili autonomiju kao univerziteti – Univerzitet Viktorije je osnovan 1963. godine.

## Literatura
- William A. Bruneau, A Matter of Identities: A History of the UBC Faculty Association, 1920–1990. Vancouver: University of British Columbia Faculty Association, 1990.
- Bruneau, William A. (1994). „Toward a New Collective Biography: The University of British Columbia Professoriate, 1915–1945”. Canadian Journal of Education. 19 (1): 65—79. JSTOR 1495307.
- Eric Damer and Herbert Rosengarten. UBC: The First 100 Years. Vancouver: Friesens, 2009.
- Michiel Horn."Under the Gaze of George Vancouver: The University of British Columbia and the Provincial Government, 1913–1939." BC Studies 83 (Autumn 1989).
- William C. Gibson Wesbrook & His University (Vancouver: University of British Columbia Press)
- Sheldon Goldfarb The Hundred-Year Trek: A History of Student Life at UBC. Victoria: Heritage House, 2017.
- H.T. Logan, Tuum Est: A History of the University of British Columbia. Vancouver: University of British Columbia, 1958.
- Wayne Skene. "UBC: a Portrait." Vancouver: Tribute Books, 2003.
- Lee Stewart. "It's Up to You": Women at UBC in the Early Years. Vancouver: University of British Columbia Press, 1990.
- George Woodcock & Tim Fitzharris. The University of British Columbia – A Souvenir. (Toronto: Oxford University Press, 1986).

## Spoljašnje veze
- ubc.ca